# Taraf TV
Taraf TVはルーマニアのロマ音楽専門チャンネル。
主にマネーレやラウタリ（タラーフ）に特化したテレビチャンネルとして2005年2月5日に開局した。

## 主な番組
- Videodedicaţii
- Teleshopping
- Chef de chef